# Cyathea magnifolia
Cyathea magnifolia är en ormbunkeart som beskrevs av Cornelis Rugier Willem Karel van Alderwerelt van Rosenburgh. Cyathea magnifolia ingår i släktet Cyathea och familjen Cyatheaceae. Inga underarter finns listade.